# Зырянов, Павел Аркадьевич
Павел Аркадьевич Зырянов (14 марта 1955) — советский биатлонист. Победитель Кубка СССР в гонке патрулей (1978), участник Кубка мира. Мастер спорта СССР.

## Биография
Представлял спортивное общество «Труд» и город Мурманск. Тренеры — Климов Владимир Степанович, Красавцев Владимир Иванович, Щукин Владимир Семенович.
В 1978 году занял первое место Кубка СССР в гонке патрулей в составе сборной общества «Труд».
В марте 1978 года участвовал (вне конкурса) в этапе Кубка мира в Мурманске, проходившем совмещённо с «Праздником Севера». В индивидуальной гонке занял 18-е место (этот результат пошёл только в зачёт Праздника Севера), а в эстафете в составе сборной Мурманской области занял шестое место, уступив двум составам сборной СССР, а также спортсменам ГДР, Норвегии и Финляндии.
Неоднократный чемпион и призёр чемпионатов России и Мурманской области по биатлону среди ветеранов. Принимает участие в ветеранских соревнованиях по лыжному спорту, бегу на длинные дистанции, велоспорту. В последние годы представляет клуб «Гольфстрим» (Мурманск).